# In Time: The Best of R.E.M. 1988–2003
| Оценки критиков      | Оценки критиков |
| Источник             | Оценка          |
| -------------------- | --------------- |
| Allmusic             | [ 1 ]           |
| Entertainment Weekly | A−              |
| NME                  | 6/10            |
| Pitchfork Media      | 7.5/10          |
| Rolling Stone        | [ 5 ]           |
| RTÉ.ie               | [ 6 ]           |
| Stylus Magazine      | A               |

In Time: The Best of R.E.M. 1988–2003 — второй официальный сборник лучших песен альтернативной рок-группы R.E.M., был издан в 2003 году. Диск содержит композиции эпохи лейбла Warner Bros., начиная с альбома Green (1988) по Reveal (2001), а также два новых трека и две песни из саундтреков. Сборник имел огромный успех в Британии, вошёл в десятку самых продаваемых альбомов 2003 года, и занял 49 место в списке «самых продаваемых альбомов Великобритании в 2000-х».

## История
«Bad Day» — песня 1986 года, была написана в период создания материала для Lifes Rich Pageant, когда Билл Берри ещё находился в группе, её перезаписали специально для этого сборника. Напротив, «Animal» была свежей песней, изначально сочиненной для следующего студийного альбома группы. Композиция «All the Right Friends» была написана в начале 1980-х, её перезаписали для фильма «Ванильное небо» Кэмерона Кроу, в 2001 году. «The Great Beyond» сперва выпустили 1999 году, как часть саундтрека к фильму «Человек на Луне» Милоша Формана. Затем, песню выпустили как сингл, который стал крупнейшим хитом группы в Великобритании, достигнув 3тьего места в местном чарте. Вариант «The Great Beyond» на сборнике — единственная неотредактированная версия песни: в версии для саундтрека присутствуют некоторые диалоги из фильма (в конце); сингл-версия имеет меньшую продолжительность.
Также, сборник был выпущен в ограниченном двухдисковом издании, которое включало бонус-диск под названием — «Rarities and B-Sides» («Би-сайды и раритеты»), с песнями того же временного периода и комментариями от Питера Бака. Однодисковое издание достигло вершины хит-парада Великобритании, сборник получил платиновый статус в США и достиг там 8-й строчки. Двухдисковое издание добралось до #16 в США и #37 в Великобритании, соответственно. Также, был выпущен тираж на виниле, состоящий из двух грампластинок; и издание в формате бокс-сета, включавшее все восемнадцать песен на отдельных компакт-дисках, с их оригинальными обложками.
Одним из упущений сборника была песня «Shiny Happy People», который была сознательно проигнорирована группой несмотря на её большую популярность. Также, музыканты отказались от «Drive», в пользу «Sidewinder Sleeps Tonite» из Automatic for the People. Песни «Bang and Blame» и «Bittersweet Me», которые тоже были хитами группы, не учли по неизвестным причинам.

## Список композиций
Все песни написаны Биллом Берри, Питером Баком, Майком Миллзом и Майклом Стайпом, за исключением отмеченных.
1. «Man on the Moon» (из альбома Automatic for the People) — 5:12
2. «The Great Beyond» (Бак, Миллз, Стайп) (из саундтрека к кинофильму Человек на Луне) — 5:04
3. «Bad Day» (прежде не издавалась) — 4:05
4. «What’s the Frequency, Kenneth?» (из альбома Monster) — 3:58
5. «All the Way to Reno (You’re Gonna Be a Star)» (Бак, Миллз, Стайп) (из альбома Reveal) — 4:43
6. «Losing My Religion» (из альбома Out of Time) — 4:26
7. «E-Bow the Letter» (из альбома New Adventures in Hi-Fi) — 5:22
8. «Orange Crush» (из альбома Green) — 3:50
9. «Imitation of Life» (Бак, Миллз, Стайп) (из альбома Reveal) — 3:56
10. «Daysleeper» (Бак, Миллз, Стайп) (из альбома Up) — 3:37
11. «Animal» (Бак, Миллз, Стайп) (прежде не издавалась) — 4:00
12. «The Sidewinder Sleeps Tonite» (из альбома Automatic for the People) — 4:06
13. «Stand» (из альбома Green) — 3:09
14. «Electrolite» (из альбома New Adventures in Hi-Fi) — 4:04
15. «All the Right Friends» (из саундтрека к кинофильму Ванильное небо) — 2:45
16. «Everybody Hurts» (из альбома Automatic for the People) — 5:17
17. «At My Most Beautiful» (Бак, Миллз, Стайп) (из альбома Up) — 3:33
18. «Nightswimming» (из альбома Automatic for the People) — 4:16

Бонус-диск «Rarities and B-sides»
1. «Pop Song 89» (акустическая версия) — 2:56
  - Би-сайд сингла «Pop Song 89»; 1989
2. «Turn You Inside-Out» (концертная версия) — 4:16
  - Запись из концертного-видео Tourfilm
3. «Fretless» — 4:49
  - Би-сайд «коллекционного издания» сингла «Losing My Religion» (второй диск), саундтрек к кинофильму Когда наступит конец света, би-сайд «коллекционного издания» сингла «The Sidewinder Sleeps Tonite» (первый диск); 1991
4. «Chance (Dub)» — 2:33
  - Би-сайд «коллекционного издания» сингла «Everybody Hurts», (второй диск); 1993
5. «It’s a Free World, Baby» — 5:11
  - Би-сайд «коллекционного издания» сингла «Drive» и саундтрек к кинофильму Яйцеголовые; 1992
6. «Drive» (live, November 19, 1992) — 3:59
  - Би-сайд сингла «Strange Currencies» CD single; 1994
7. «Star Me Kitten» (вместе с Уильямом Берроузом) — 3:29
  - Саундтрек к телесериалу Секретные материалы; 1996
8. «Revolution» — 3:02
  - Саундтрек к кинофильму Бэтмен и Робин; 1997
9. «Leave» (альтернативная версия) — 4:40
  - Саундтрек к кинофильму Жизнь хуже обычной; 1997
10. «Why Not Smile» (Oxford American версия) (Бак, Миллз, Стайп) — 2:59
  - Би-сайд сингла «Daysleeper»; 1998
11. «The Lifting» (оригинальная версия) (Бак, Миллз, Стайп) — 5:19
  - Би-сайд сингла «Imitation of Life»; 2001
12. «Beat a Drum» (Dalkey демоверсия) (Бак, Миллз, Стайп) — 4:25
  - Би-сайд сингла «Imitation of Life»; 2001
13. «2JN» (Бак, Миллз, Стайп) — 3:24
  - Би-сайд сингла «Imitation of Life»; 2001
14. «The One I Love» (концертное выступление в Museum of Television and Radio, 8 июня, 2001) — 3:23
  - Прежде не издавалась
15. «Country Feedback» (концертное выступление в Висбадене, Германия, 2003) — 6:15
  - Прежде не издавалась

Позже было выпущено коллекционное издание сборника, с расширенной версией второго диска — видеоклипом на песню «Bad Day».

## Хит-парады
Альбом
| Сингл | Чарт            | Высшая позиция                                                   |
| ----- | --------------- | ---------------------------------------------------------------- |
| 2003  | Billboard 200   | 8 (13 недель в чарте) Обычное издание 16 (4 неделя в чарте)      |
| 2003  | UK Albums Chart | 1 (41 неделя в чарте) Ограниченное издание 36 (1 неделя в чарте) |

Синглы
| Год  | Сингл     | Чарт                             | Высшая позиция |
| ---- | --------- | -------------------------------- | -------------- |
| 2003 | «Bad Day» | Billboard Canadian Singles Chart | 17             |
| 2003 | «Bad Day» | UK Singles Chart                 | 8              |
| 2004 | «Animal»  | UK Singles Chart                 | 33             |